# Сахновецька сільська рада (Старокостянтинівський район)
Сахнове́цька сільська́ ра́да — адміністративно-територіальна одиниця та орган місцевого самоврядування у Старокостянтинівському районі Хмельницької області. Адміністративний центр — село Сахнівці.

## Загальні відомості
Сахновецька сільська рада утворена в 1928 році.
- Територія ради: 64,092 км²
- Населення ради: 2 483 особи (станом на 2001 рік)
- Територією ради протікає річка Случ

## Населені пункти
Сільській раді підпорядковані населені пункти:
- с. Сахнівці
- с. Киселі
- с. Красносілка
- с. Немирівка

## Склад ради
Рада складається з 16 депутатів та голови.
- Голова ради: Яснюк Алла Іванівна
- Секретар ради: Козак Галина Василівна

### Керівний склад попередніх скликань
| Прізвище, ім'я, по батькові | Основні відомості                                                                     | Дата обрання | Дата звільнення |
| --------------------------- | ------------------------------------------------------------------------------------- | ------------ | --------------- |
| Яснюк Алла Іванівна         | Сільський голова, 1972 року народження, освіта незакінчена вища, член Народної партії | 26.03.2006   | 31.10.2010      |
| Яснюк Алла Іванівна         | Сільський голова, 1972 року народження, освіта незакінчена вища, позапартійна         | 31.10.2010   |                 |

Примітка: таблиця складена за даними сайту Верховної Ради України

### Депутати
За результатами місцевих виборів 2010 року депутатами ради стали:

#### За суб'єктами висування
| Суб'єкт висування                                                                    | Кількість обраних депутатів | %    |
| ------------------------------------------------------------------------------------ | --------------------------- | ---- |
| Політична партія «УДАР (Український Демократичний Альянс за Реформи) Віталія Кличка» | 7                           | 43,8 |
| Самовисування                                                                        | 5                           | 31,3 |
| Партія регіонів                                                                      | 2                           | 12,5 |
| Комуністична партія України                                                          | 1                           | 6,3  |
| Народна партія                                                                       | 1                           | 6,3  |

#### За округами
| № округу                                                                             | Прізвище, ім'я, по батькові       | Дата визнання обраним | Освіта             | Партійна приналежність                                                                     | Відомості про обраного депутата                   |
| ------------------------------------------------------------------------------------ | --------------------------------- | --------------------- | ------------------ | ------------------------------------------------------------------------------------------ | ------------------------------------------------- |
| Комуністична партія України                                                          |                                   |                       |                    |                                                                                            |                                                   |
| 3                                                                                    | Ковтун Ольга Борисівна            | 12.11.2010            | середня            | позапартійна                                                                               | Сахновецька сільська рада, соціальний робітник    |
| Народна Партія                                                                       |                                   |                       |                    |                                                                                            |                                                   |
| 4                                                                                    | Лисюк Людмила Миколаївна          | 12.11.2010            | вища               | позапартійна                                                                               | с. Сахнівцімалятко, вихователь                    |
| Партія регіонів                                                                      |                                   |                       |                    |                                                                                            |                                                   |
| 2                                                                                    | Стеблянська Світлана Іванівна     | 12.11.2010            | середня спеціальна | член Партії регіонів                                                                       | МТС, бухгалтер                                    |
| 9                                                                                    | Бродський Віктор Дмитрович        | 12.11.2010            | середня            | позапартійний                                                                              | м. Старокостянтинів, приватний підпр              |
| Політична партія «УДАР (Український Демократичний Альянс за Реформи) Віталія Кличка» |                                   |                       |                    |                                                                                            |                                                   |
| 1                                                                                    | Дадіані Демірі Дуруєвич           | 12.11.2010            | середня            | член Політичної партії «УДАР (Український Демократичний Альянс за Реформи) Віталія Кличка» | П. П.Д. К."Енсел-1", заступник директора по госп. |
| 5                                                                                    | Гандзюк Наталія Іванівна          | 12.11.2010            | середня            | член Політичної партії «УДАР (Український Демократичний Альянс за Реформи) Віталія Кличка» | Сахновецька сільська рада, нач. ВОС.              |
| 6                                                                                    | Міщук Людмила Федорівна           | 12.11.2010            | середня            | член Політичної партії «УДАР (Український Демократичний Альянс за Реформи) Віталія Кличка» | П. П.Д. К. Енсел −1, нач.відділу кадрів           |
| 11                                                                                   | Грінченко Василь Іванович         | 12.11.2010            | середня            | член Політичної партії «УДАР (Український Демократичний Альянс за Реформи) Віталія Кличка» | П. П.Д. К. Енсел 1, зав. склад                    |
| 13                                                                                   | Бондарчук Володимир Володимирович | 12.11.2010            | середня            | член Політичної партії «УДАР (Український Демократичний Альянс за Реформи) Віталія Кличка» | П. П.Д. К. «Енсел»-1, механік та інженер          |
| 14                                                                                   | Рудь Юлія Юліївна                 | 12.11.2010            | вища               | член Політичної партії «УДАР (Український Демократичний Альянс за Реформи) Віталія Кличка» | Сахновецька загальноосвітня школа, вчитель        |
| 15                                                                                   | Поліщук Надія Миколаївна          | 12.11.2010            | середня            | член Політичної партії «УДАР (Український Демократичний Альянс за Реформи) Віталія Кличка» | СТОВ «ІНТЕР СЛУЧ», зАВ. фермою                    |
| Самовисування                                                                        |                                   |                       |                    |                                                                                            |                                                   |
| 7                                                                                    | Гуляєва Лідія Дмитрівна           | 12.11.2010            | середня спеціальна | позапартійна                                                                               | с. Сахнівці «малятко», завідувач ДНЗ малятко      |
| 8                                                                                    | Козак Галина Василівна            | 12.11.2010            | вища               | позапартійна                                                                               | Сахновецька с/р, секретар                         |
| 10                                                                                   | Бондар Ірина Миколаївна           | 12.11.2010            | середня спеціальна | член Всеукраїнського об'єднання «Батьківщина»                                              | Магазин «Міраж», приватний підпр                  |
| 12                                                                                   | Мильніков Віктор Валентинович     | 12.11.2010            | вища               | позапартійний                                                                              | Сахновецька с/р, землевпорядник                   |
| 16                                                                                   | Швець Віталіна Петрівна           | 12.11.2010            | середня            | позапартійна                                                                               | Сахновецька с/р, соціальн.педагог                 |